# بو (مجارستان)
بو (به مجاری:  Bő) یک شهرداری در مجارستان است که در واش واقع شده‌است. بو ۱۰٫۶۶ کیلومتر مربع مساحت و ۶۷۹ نفر جمعیت دارد.